# Бахерденский этрап
Бахерденский этрап (туркм. Bäherden etraby) — этрап в Ахалском велаяте Туркменистана. Административный центр — город Бахарден.

## История
Образован в январе 1926 года как Бахарденский район Полторацкого округа Туркменской ССР с центром на станции Бахарден. В августе 1926 года был упразднён Полторацкий округ, и Бахарденский район перешёл в прямое подчинение Туркменской ССР.
В ноябре 1939 года Бахарденский район отошёл к новообразованной Ашхабадской области. В мае 1959 года Ашхабадская область была упразднена, и район вновь перешёл в прямое подчинение Туркменской ССР.
В 1963 году Бахарденский район был упразднён, но уже в 1965 году вновь восстановлен. В декабре 1973 года вновь была создана Ашхабадская область, в состав которой вошёл Бахарденский район.
В 1988 году Ашхабадская область вновь была упразднена, и район перешёл в прямое подчинение Туркменской ССР. В 1992 году Бахарденский район был переименован в Бахарденский этрап и вошёл в состав образованного 14 декабря 1992 года Ахалского велаята.
23 октября 2003 года Бахарденский этрап был переименован в Бахарлынский. 5 января 2018 года Бахарлынский этрап вновь переименован в Бахерденский.

## Природные ресурсы
На территории этрапа, в 30 км к востоку от кишлака Ербент, находится газоконденсатное месторождение Геязли.